# Stark, New Hampshire
Stark är en kommun (town) i Coos County i delstaten New Hampshire i USA med 556 invånare (2010).